# 出羽湊利吉
出羽湊 利吉（でわみなと りきち、1907年3月20日 - 1964年5月17日）は、秋田県南秋田郡土崎港町（後の秋田県秋田市土崎港）出身で出羽海部屋に所属した大相撲力士。本名は佐藤 利吉（さとう りきち）。最高位は東関脇。

## 来歴
1907年3月20日に秋田県南秋田郡土崎港町（後の秋田県秋田市土崎港）で米屋を営む家に二男として生まれる。地元の土崎尋常高等小学校を卒業し、近所の那波商店酒造部で勤務しながら土地相撲で活躍していた時に、大相撲の巡業が秋田へやってきた際に同郷の新海幸藏から勧誘され、2歳上の兄からも勧められたことで出羽海部屋へ入門した。徴兵検査では重砲兵として既に合格していたが、力士転向を申し出るとすぐに許可された。また、四股名は郷里の土崎港に因んで「土ヶ嵜」とした。
1928年5月場所で初土俵。最初のころは土地相撲時代からの、半身になって相撲をとる癖が抜けず、その修正のために兄弟子に幾度か制裁を加えられたこともあった。1932年1月6日に勃発した春秋園事件では、幕下から脱退した数少ない力士の1人となった。1933年1月場所において幕下格で帰参してからは負け越し知らずのまま、1934年5月場所で全勝での十両優勝を果たし、1935年1月場所で新入幕を果たした。筋肉質の体格で足腰が非常に強く、立合いから常に先手で攻める千変万化の取り口で曲者・業師と称された。また、右を差してから鋭い出足を生かした寄りも強く、名寄岩には通算で5勝4敗と「名寄岩キラー」ぶりを発揮した。
1937年1月場所では関脇に昇進したが、この場所を2勝9敗と大きく負け越してすぐに平幕陥落、さらに左足の負傷によって2場所連続で途中休場することとなる。このままでは十両陥落の危機に立たされるが、1939年1月場所では西前頭17枚目でありながら初日から連勝を続け、羽黒山政司・玉ノ海梅吉の両小結を破って13戦全勝として幕内最高優勝を果たした。奇しくもこの場所は、4日目に双葉山定次の連勝が安藝ノ海節男によって69で止まった場所だったが、出羽湊が幕尻から一気に小結へ昇進した同年5月場所では双葉山が15戦全勝で幕内最高優勝を達成したことで、出羽湊の全勝優勝額の両脇に双葉山の全勝優勝額が掛かる皮肉な結果となった。それでも、1936年1月場所の玉錦三右エ門から8枚連続で全勝優勝額が掲げられたが、その中に平幕下位だった出羽湊が名を連ねたことは大いに価値がある。出羽湊の優勝は、出羽海部屋にとっても7年ぶりの優勝であった。なお、1939年1月場所での優勝の後、5月の出羽海一門による巡業の際には、その際に作られた巡業番付で大関として記載されたことがある。ただし、当時の巡業番付は、あくまで巡業に参加した集団の力士のみで本場所の地位とは基本的に無関係に編成し、本場所における横綱や大関がいない場合、その集団の中で最上位の力士を巡業番付の上でのみ大関に据えるように編成したため、出羽湊が本場所で大関になったわけではない。1944年5月場所では10戦全敗を記録しており、史上初の幕内で全勝と全敗の両方を経験した力士になるという珍記録を樹立した。全勝優勝を果たした後も三役から平幕上位で活躍し、前述通り名寄岩に勝ち越したほか、大関時代の前田山と対戦して2勝したが、1944年11月場所を最後に現役を引退した。現役中に双葉山とは15回対戦しているが、0勝15敗と全て敗れている。
引退後は年寄・濱風を襲名し、1947年から渋谷で氷屋を経営したほか、1949年からはその店を鶏肉店に変えたが次第に体力的に辛くなり店を閉め、1958年からは道玄坂上通で相撲料理店「ちゃんこ浜風」を経営した。1959年ごろは、鬼竜川を自分に似た力士として挙げていた。1964年5月17日に死去、57歳没。相撲料理店を開店してから6年後、日本相撲協会を廃業してから1年経たずだった。

## 主な成績

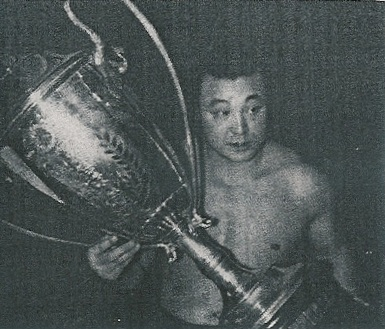
1939年1月場所で幕内最高優勝を全勝で飾り、賜杯を抱く

- 通算成績：197勝158敗1分35休 勝率.555
- 幕内成績：121勝120敗1分35休 勝率.502
- 現役在位：41場所
- 幕内在位：21場所
- 三役在位：5場所（関脇3場所、小結2場所）
- 金星：1個（男女ノ川1個）
- 各段優勝
  - 幕内最高優勝：1回（1939年1月場所）
  - 十両優勝：1回（1934年5月場所）
  - 幕下優勝：1回（1933年5月場所）

### 場所別成績
| 1928年 （昭和3年） | x                   | x                  | （前相撲）            | 序ノ口 –                 |
| 1929年 （昭和4年） | 西序二段40枚目 6–0  | 西序二段40枚目 4–2 | 東三段目29枚目 3–3    | 東三段目29枚目 4–2       |
| 1930年 （昭和5年） | 東三段目12枚目 4–2  | 東三段目12枚目 3–3 | 西幕下29枚目 2–4      | 西幕下29枚目 5–1         |
| 1931年 （昭和6年） | 西幕下12枚目 1–5    | 西幕下12枚目 2–4   | 西三段目2枚目 5–1     | 西三段目2枚目 4–2        |
| 1932年 （昭和7年） | 東幕下17枚目 – 脱退 | x                  | x                     | x                        |
| 1933年 （昭和8年） | 幕下 7–2            | x                  | 東幕下7枚目 優勝 8–3  | x                        |
| 1934年 （昭和9年） | 東十両10枚目 7–4    | x                  | 東十両3枚目 優勝 11–0 | x                        |
| 1935年 （昭和10年） | 西前頭9枚目 6–5     | x                  | 西前頭7枚目 6–5       | x                        |
| 1936年 （昭和11年） | 東前頭5枚目 8–3     | x                  | 西前頭筆頭 7–4        | x                        |
| 1937年 （昭和12年） | 東関脇 2–9          | x                  | 東前頭3枚目 7–6       | x                        |
| 1938年 （昭和13年） | 東前頭2枚目 2–5–6 ★ | x                  | 東前頭9枚目 3–5–5     | x                        |
| 1939年 （昭和14年） | 西前頭17枚目 13–0   | x                  | 西小結 5–10           | x                        |
| 1940年 （昭和15年） | 西前頭8枚目 8–7     | x                  | 西前頭2枚目 10–5      | x                        |
| 1941年 （昭和16年） | 東小結 0–2–13       | x                  | 東前頭5枚目 9–6       | x                        |
| 1942年 （昭和17年） | 西前頭筆頭 9–6      | x                  | 西関脇 8–6 (1分)      | x                        |
| 1943年 （昭和18年） | 東関脇 3–12         | x                  | 西前頭4枚目 7–8       | x                        |
| 1944年 （昭和19年） | 東前頭4枚目 8–6–1   | x                  | 西前頭2枚目 0–10      | 西前頭15枚目 引退 0–0–10 |
| 各欄の数字は、「勝ち-負け-休場」を示す。 優勝 引退 休場 十両 幕下 三賞：敢=敢闘賞、殊=殊勲賞、技=技能賞 その他：★=金星 番付階級：幕内 - 十両 - 幕下 - 三段目 - 序二段 - 序ノ口 幕内序列：横綱 - 大関 - 関脇 - 小結 - 前頭（「#数字」は各位内の序列） |                     |                    |                       |                          |

### 幕内対戦成績
| 力士名 | 勝数 | 負数 | 力士名   | 勝数 | 負数 | 力士名   | 勝数 | 負数 | 力士名   | 勝数 | 負数 |
| ------ | ---- | ---- | -------- | ---- | ---- | -------- | ---- | ---- | -------- | ---- | ---- |
| 青葉山 | 2    | 1※   | 旭川     | 4    | 4    | 葦葉山   | 1    | 0    | 東冨士   | 1    | 1    |
| 綾錦   | 1    | 0    | 有明     | 1    | 0    | 射水川   | 1    | 0    | 大潮     | 4    | 2    |
| 大浪   | 1    | 1    | 海光山   | 5    | 1    | 鏡岩     | 2    | 5    | 加古川   | 0    | 1    |
| 柏戸   | 3    | 0    | 桂川     | 6    | 3(1) | 金湊     | 4    | 1(1) | 神風     | 2    | 2    |
| 清美川 | 1    | 0    | 九ヶ錦   | 3    | 3(1) | 源氏山   | 1    | 0    | 高津山   | 0    | 1    |
| 小松山 | 4(1) | 0    | 佐賀ノ花 | 1    | 6    | 佐渡ヶ嶋 | 1    | 0    | 清水川   | 1    | 2    |
| 鯱ノ里 | 4    | 2    | 高登     | 2    | 1    | 太刀若   | 1    | 0    | 楯甲     | 6    | 2    |
| 玉錦   | 0    | 4    | 玉ノ海   | 5    | 9    | 筑波嶺   | 3    | 1(1) | 鶴ヶ嶺   | 5    | 3    |
| 照國   | 0    | 4    | 輝昇     | 2    | 2    | 土州山   | 4    | 1    | 富ノ山   | 1    | 1    |
| 巴潟   | 2    | 2    | 名寄岩   | 5    | 4    | 羽黒山   | 1    | 9    | 幡瀬川   | 2    | 1    |
| 盤石   | 5    | 3    | 番神山   | 2    | 0    | 備州山   | 1    | 0    | 常陸海   | 1    | 0    |
| 二瀬川 | 1    | 2    | 双葉山   | 0    | 15   | 双見山   | 1    | 3    | 前田山   | 2    | 5    |
| 松前山 | 2    | 0    | 松浦潟   | 4    | 3    | 三根山   | 0    | 2    | 男女ノ川 | 1    | 3    |
| 若潮   | 2    | 1    | 若港     | 5    | 3    |          |      |      |          |      |      |

※さらに、青葉山と引分が1つある。

### 四股名遍歴
- 佐藤 利吉（さとう りきち）：1928年3月場所 - 1930年5月場所
- 土ヶ嵜 利吉（つちがさき - ）：1930年10月場所 - 1933年5月場所
- 出羽湊 利吉（でわみなと - ）：1934年1月場所 - 1935年1月場所、1936年1月場所、1937年1月場所 - 1944年11月場所（引退）
- 出羽湊 利市（でわみなと りいち）：1935年5月場所
- 出羽港 利吉（でわみなと りきち）：1936年5月場所

### 年寄遍歴
- 濱風 利吉（はまかぜ りきち）：1945年6月 - 1963年7月（廃業）